# Bocha nos Jogos Paralímpicos de Verão de 2012 - Pares BC3
A disputa da modalidade Pares classe BC3 da bocha nos Jogos Paralímpicos de Verão de 2012 foi realizada entre os dias 2 e 4 de setembro no Complexo ExCel em Londres.
A classe BC3 é composta por atletas com paralisia cerebral que não conseguem arremessar a bola sozinhos e necessitam do uso de uma calha para o arremesso. Homens e mulheres competem na mesma prova e todos são cadeirantes. Participam equipes nacionais formadas por até 3 jogadores, embora apenas dois jogam por vez.

## Medalhistas
|  | GRE Grécia                                                   |  | POR Portugal                         |  | BEL Bélgica                                         |
|  | Maria-Eleni Kordali Nikolaos Pananos Grigorios Polychronidis |  | Armando Costa José Macedo Luís Silva |  | Pieter Cilissen Kirsten de Laender Pieter Verlinden |

## Fase de grupos

### Grupo A
| Equipe                                                               | J | V | D | PF | PS | S  |
| -------------------------------------------------------------------- | - | - | - | -- | -- | -- |
| KOR Choi Ye-Jin / Jeong Ho-Won / Kim Han-Soo                         | 3 | 2 | 1 | 21 | 7  | 14 |
| GRE Maria-Eleni Kordali / Nikolaos Pananos / Grigorios Polychronidis | 3 | 2 | 1 | 8  | 13 | -5 |
| GBR Jessica Hunter / Scott McCowan / Jacob Thomas                    | 3 | 1 | 2 | 11 | 12 | -1 |
| CAN Bruno Garneau / Paul Gauthier / Monica Martino                   | 3 | 1 | 2 | 8  | 16 | -8 |

|                   | CAN | GBR | GRE  | KOR  |
| ----------------- | --- | --- | ---- | ---- |
| CAN Canadá        | —   | 1–9 | 2–3  | 5–4  |
| GBR Grã-Bretanha  | 9–1 | —   | 0–5  | 2–6  |
| GRE Grécia        | 3–2 | 5–0 | —    | 0-11 |
| KOR Coreia do Sul | 4–5 | 6–2 | 11–0 | —    |

### Grupo B
| Equipe                                                                   | J | V | D | PF | PS | S   |
| ------------------------------------------------------------------------ | - | - | - | -- | -- | --- |
| BEL Pieter Cilissen / Kirsten de Laender / Pieter Verlinden              | 3 | 3 | 0 | 22 | 4  | 18  |
| POR Armando Costa / José Macedo / Luís Silva                             | 3 | 2 | 1 | 14 | 4  | 10  |
| THA Somboon Chaipanich / Tanimpat Visaratanunta                          | 3 | 1 | 2 | 11 | 12 | -1  |
| ESP Veronica Pamies Morera / Sandra Pena Cortes / Jose Rodríguez Vázquez | 3 | 0 | 3 | 1  | 28 | -27 |

|               | BEL  | ESP  | THA | POR |
| ------------- | ---- | ---- | --- | --- |
| BEL Bélgica   | —    | 12–1 | 7–1 | 3–2 |
| ESP Espanha   | 1–12 | —    | 9–0 | 0–7 |
| THA Tailândia | 1–7  | 9–0  | —   | 1-5 |
| POR Portugal  | 2–3  | 7–0  | 5–1 | —   |

## Fase eliminatória
|  | Semifinais | Semifinais        | Semifinais |  |  | Final               | Final               | Final               |
|  |            |                   |            |  |  |                     |                     |                     |
|  | A1         | KOR Coreia do Sul | 3          |  |  |                     |                     |                     |
|  | B2         | POR Portugal      | 4          |  |  |                     |                     |                     |
|  |            |                   |            |  |  | B2                  | POR Portugal        | 1                   |
|  |            |                   |            |  |  | A2                  | GRE Grécia          | 4                   |
|  | B1         | BEL Bélgica       | 0          |  |  |                     |                     |                     |
|  | A2         | GRE Grécia        | 7          |  |  | Disputa pelo bronze | Disputa pelo bronze | Disputa pelo bronze |
|  |            |                   |            |  |  | A1                  | KOR Coreia do Sul   | 3                   |
|  |            |                   |            |  |  | B1                  | BEL Bélgica         | 4                   |